# Hicham Aït Aha
Hicham Aït Aha (* 25. September 1980) ist ein ehemaliger marokkanischer Leichtathlet, der sich auf das Kugelstoßen spezialisiert hat. Seinen größten Erfolg feierte er mit dem Vizeafrikameistertitel 2002 in Radès.

## Sportliche Laufbahn
Erste internationale Erfahrungen sammelte Hicham Aït Aha vermutlich im Jahr 1998, als er bei den Juniorenweltmeisterschaften in Annecy mit einer Weite von 15,55 m in der Qualifikationsrunde im Kugelstoßen ausschied. Im Jahr darauf siegte er mit 16,56 m bei den Juniorenafrikameisterschaften in Tunis und 2000 gewann er bei den Afrikameisterschaften in Algier mit 16,91 m die Bronzemedaille hinter dem Nigerianer Chima Ugwu und John Sullivan aus Südafrika. Im Jahr darauf belegte er bei den Spielen der Frankophonie in Ottawa mit 16,91 m den siebten Platz und gelangte daraufhin bei den Mittelmeerspielen in Tunis mit 16,56 m ebenfalls auf Rang sieben. 2002 gewann er bei den Afrikameisterschaften in Radès mit 17,18 m die Silbermedaille hinter dem Südafrikaner Janus Robberts. 2004 belegte er bei den Afrikameisterschaften in Brazzaville mit 17,37 m den vierten Platz und gelangte dann bei den Panarabischen Spielen in Algier mit 17,10 m auf Rang sechs. Im Jahr darauf belegte er bei den erstmals ausgetragenen Islamic Solidarity Games in Mekka mit 17,61 m den fünften Platz. In Frankreich bestritt er bis 2018 Wettkämpfe auf nationaler Ebene und trat dann im Alter von 38 Jahren vom aktiven Leistungssport zurück.
In den Jahren von 1998 bis 2000 sowie von 2002 bis 2004 wurde Aït Aha marokkanischer Meister im Kugelstoßen sowie 1999 auch im Diskuswurf.